# گایاکام
گایاکام (نام علمی: Guaiacum) نام یک سرده از تیره قیچیان است.